# کلمبیا (مین)
کلمبیا (به انگلیسی: Columbia) یک منطقهٔ مسکونی در ایالات متحده آمریکا است که در شهرستان واشینگتن، مین واقع شده‌است. کلمبیا ۹۴٫۸۲ کیلومتر مربع مساحت و ۴۳۵ نفر جمعیت دارد و ۴۵ متر بالاتر از سطح دریا واقع شده‌است.